# Manolo la nuit
Manolo la Nuit és una pel·lícula espanyola de comèdia estrenada el 1973, dirigida per Mariano Ozores i protagonitzada en els papers principals per Alfredo Landa, María José Alfonso i Josele Román.

## Sinopsi
Manolo treballa com a guia turístic a la Costa del Sol, divertint-se i lligant amb les estrangeres que estiuegen allí. Mentrestant, la seva dona Susana es troba a Madrid sola, desconsolada i farta d'aquesta situació. Un dia descobreix els seus flirtejos amb les turistes i cansada de les taboles del seu marit, simularà estar embarassada. Al principi, Manolo està content de ser pare, però després cau en el compte d'aquest bebè no pot ser seu, ja que des de Nadal que no va a Madrid.

## Repartiment
- Alfredo Landa com Manolo Olmedillo.
- María José Alfonso com Susana.
- Josele Román com Martina.
- Rafaela Aparicio com Remedios.
- Ricardo Merino com Don Antonio.
- Nadiuska com Ingrid.
- Alberto Fernández com Don Fermín.
- Ignacio de Paúl com Ginecòleg.
- Montserrat Julió
- Nino Bastida
- José Luis Manrique
- Antonio Ozores com Federico.
- Juanjo Menéndez com Faustino.
- José Sacristán com Pelayo.
- Nemi Gadalla com Gretel.
- Sandra Mozarowsky com Infermera.
- Carmen Platero com Paula.

## Premis
Pel seu paper a la pel·lícula, María José Alfonso fou guardonada amb el premi a la millor actriu als Premis del Sindicat Nacional de l'Espectacle de 1973.